# Vijfguldenstuk
In het Nederlandse decimale muntstelsel, gebaseerd op de gulden, is er tweemaal een muntcoupure geweest die de waarde van vijf gulden droeg. Beide munten werden vijfje genoemd, een naam die ook in gebruik was en is voor bankbiljetten van vijf gulden en vijf euro.

## Gouden vijfje

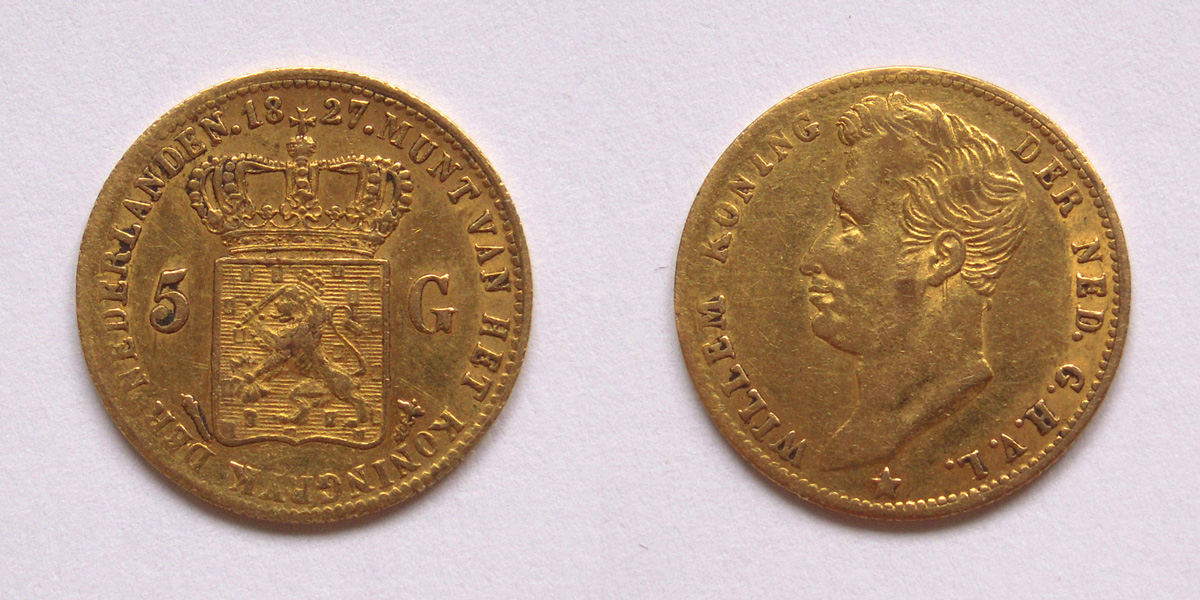
5 gulden, goud, koning Willem I, geslagen te Utrecht in 1827.

De eerste munt van deze waarde was van goud en had als alledaagse naam het gouden vijfje. Na een paar exemplaren in de jaren 1826-1827 en in 1843, toen men de dubbele standaard hanteerde, werden de gouden munten in 1850 uit de circulatie gehaald, nadat de dubbele standaard was vervangen door de zilveren standaard (en op een moment dat de goudprijs zo hoog was dat de gouden munten om hun goudwaarde grootschalig naar het buitenland werden geëxporteerd en men er dus makkelijker vanaf kon komen). Wel sloeg men in 1850-1851 nog enkele halve negotiepenningen (ook gouden vijfjes genoemd), gouden munten van hetzelfde gehalte zonder waardeaanduiding in guldens, en in slechts zeer kleine oplagen.
Toen men later in de negentiende eeuw de gouden standaard weer invoerde, werd het gouden tientje ingevoerd: een gouden munt waarvan de intrinsieke waarde (van het goud) overeenkwam met de nominale waarde van tien gulden. Zijn equivalent, het gouden vijfje, werd in eerste instantie door de Tweede Kamer afgewezen, en pas in 1912 ingevoerd, om de behoefte aan rijksdaalders wat te verminderen. Ze zijn uiteindelijk echter maar in één jaar geslagen, namelijk in 1912, in een oplage van één miljoen stuks. Zijn numismatische waarde is dan ook hoger dan die van de meeste gouden tientjes en er circuleren daarom vele valse exemplaren. Opvallend aan dit gouden vijfje is verder dat het geen munt- en muntmeesterteken heeft, terwijl alle gouden tientjes (ook die uit 1912) dat wel hebben.

## Nieuw vijfje

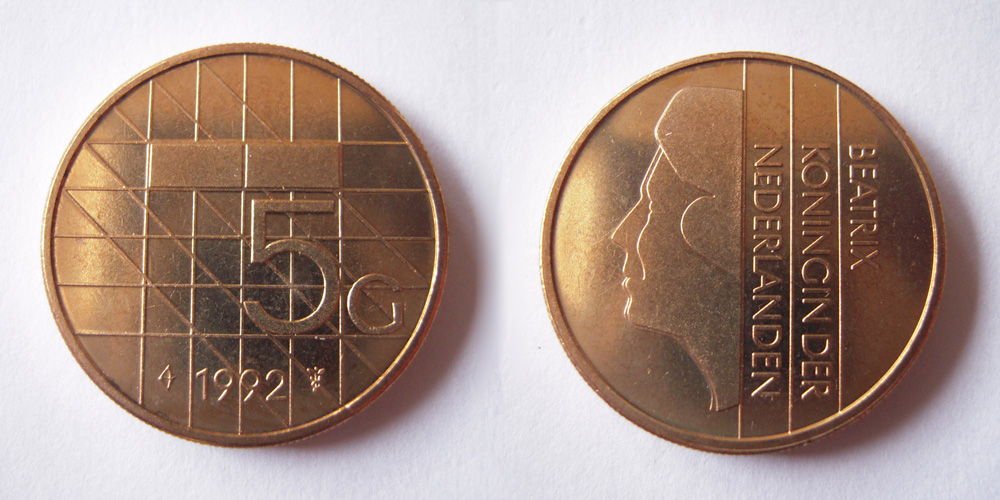
5 gulden, nikkel met bronscoating, koningin Beatrix, geslagen te Utrecht in 1992.

Het tweede muntstuk met een waarde van vijf gulden werd sinds 1988 geslagen uit nikkel met een dunne bronscoating. Door deze combinatie was de munt goudkleurig. Ze verving het bankbiljet van vijf gulden met de afbeelding van Joost van den Vondel. Voor de invoering van deze munt werd al in 1981 gepleit: de bankbiljetten hadden zo'n hoge omloopsnelheid dat ze te gauw sleten. De munt was kleiner dan een gulden en opmerkelijk dik en had een rand met zowel kartels als een verzonken randschrift "God zij met ons". Deze combinatie kwam bij geen andere Nederlandse munt voor (thans wel bij het twee-eurostuk). Al deze verschillen moesten de munt duidelijk onderscheidbaar maken van de gulden en de rijksdaalder. Verder is de munt geheel gemaakt naar het ontwerp van 1982, met lijnen en balken die de plaats van de munt in het decimale stelsel weergeven en het gestileerde portret van koningin Beatrix door Bruno Ninaber van Eyben. Het vijfguldenstuk werd tot en met 2001 ieder jaar geslagen.

### Voetbalvijfje
In 2000 stond het muntstuk in het teken van het Europees kampioenschap voetbal, dat dit jaar in Nederland en België plaatsvond. De munt werd ontworpen door G. Verheus en M. Raedecker. Beide kanten van de munt hadden een voetbalprofiel op de achtergrond, de voorzijde had een speciaal ontwerp van de koningin en de keerzijde een speciale 5 guldenwaardeaanduiding met de tekst EK 2000. De oplage van deze voetbalmunt was 2,5 miljoen muntstukken en een extra oplage van 35.000 muntstukken, en een speciale oplage in proof-kwaliteit van circa 19.000 stuks. De proof-muntproductie verliep niet helemaal soepel. Zo werden er ± 1000 proof-voetbalmunten geslagen met een te klein muntteken en muntmeesterteken. De cataloguswaarde van deze misslagen bedraagt tussen de € 375 en € 425.
Sinds 28 januari 2002 is het vijfguldenstuk geen wettig betaalmiddel meer; in de eerste vijf maanden van 2002 werden 83 miljoen guldenstukken ingeleverd.